# Eleonore Baur
Eleonore Baur, detta Sorella Pia (Bad Aibling, 7 settembre 1885 – Oberhaching, 18 maggio 1981), è stata un'infermiera tedesca, appartenente allo NSDAP e l'unica donna nota ad aver partecipato al Putsch di Monaco.

## Biografia

### Primi anni
Nacque a Bad Aibling, in Baviera. La madre morì poco dopo la sua nascita e il padre si risposò. Quando aveva cinque anni, si trasferì a Monaco di Baviera con il padre e la matrigna, che la maltrattava. Lasciò la scuola a 14 anni per lavorare come cameriera presso una levatrice. A 19 anni diede alla luce un figlio illegittimo di nome Wilhelm, che affidò alla matrigna perché lo crescesse.
Nel 1905, insieme a un'amica infermiera, si trasferì al Cairo, dove studiò come infermiera. Tornata a Monaco nel 1907, lavorò prima come infermiera privata, poi per la Gelbes Kreuz, un'associazione di infermiere libere dove l'infermiera responsabile la chiamò "Sorella Pia".
Nel 1908 o 1909 sposò Ludwig Baur, un ingegnere meccanico, ma questo matrimonio finì con un divorzio dopo cinque o sei anni. Baur prestò servizio come infermiera durante la prima guerra mondiale e poi assistette le truppe del Freikorps Oberland durante la battaglia contro la Repubblica Sovietica Bavarese e nella campagna del Baltico nel 1919. Nel 1923 si sposò per la seconda volta con un direttore d'albergo di nome Sponseil, di dieci anni più giovane di lei e anche questo matrimonio finì con un divorzio.

### Carriera
Nel 1919 incontrò casualmente Adolf Hitler e Anton Drexler su un tram a Monaco e in quell'occasione Drexler la aiutò a pagare il biglietto. Grazie a questo episodio entrò in contatto con il nascente "movimento", da quel momento in poi partecipò alle riunioni nella Sterneckerbräu e fu uno dei primi membri iscritti del NSDAP (nº 506, 511 o 559). Tuttavia, nel 1923, pare che lasciò il NSDAP o ne fu espulsa perché non aveva pagato le quote associative.
Nella primavera del 1920 divenne una delle figure naziste più in vista di Monaco. Fu arrestata l'11 marzo 1920 per "incitamento all'odio di classe", durante una manifestazione di donne a Monaco sostenne che le donne non dovevano insultare la polizia ma piuttosto concentrarsi sugli ebrei, cioè verso coloro che erano considerati responsabili di tutte le disgrazie. La sua successiva assoluzione la rese un'eroina del movimento nazista e continuò a essere attiva nella politica tedesca, tenendo discorsi e organizzando eventi di beneficenza a sfondo nazista. Partecipò come medico alle battaglie dell'Oberland Freikorps in Slesia e fu ferita durante l'assalto all'Annaberg del 21 maggio 1921.
Fu l'unica donna a partecipare al Putsch di Monaco del 9 novembre 1923, rimase lievemente ferita e per questo motivo ricevette la medaglia dell'Ordine del sangue: fu una delle due sole donne tedesche e delle 14 austriache a ricevere la più alta decorazione del partito. Dopo il fallito Putsch si allontanò dalla politica attiva per dieci anni. Durante l'ascesa del nazismo nel 1933, rimase vicina alla leadership nazista anche accompagnando Hitler in gite di piacere. Nel 1934 fu assunta da Heinrich Himmler come infermiera del Comando del Reich delle SS, con i privilegi di SS-Oberführer. Himmler le affidò il compito di occuparsi dei malati delle SS e dei loro parenti: questo incarico la portò a lavorare nell'ospedale vicino al campo di concentramento di Dachau, dove fu più volte presente durante i crudeli esperimenti sull'ipotermia tenuti dal medico delle SS Sigmund Rascher.
Sotto il regime nazista fu elevata a donna nazista ideale (Der Spiegel la definì "l'infermiera della nazione nazista") e il suo ruolo nel crescente partito nazista fu sempre più noto. Più volte dichiarò: "C'è un solo Federico il Grande, c'è un solo Adolf Hitler e c'è una sola Sorella Pia." Conosciuta come una nazista fanatica che odiava gli ebrei e i polacchi, ricevette numerose onorificenze, come l'Ordine dell'Aquila della Slesia e la Croce del Baltico oltre all'Ordine del Sangue e alla medaglia d'argento al valore militare.
Ebbe un ruolo di rilievo, nella costruzione prima e nell'amministrazione poi, nel campo di Dachau e, sebbene non vi siano prove che abbia infierito sui prigionieri, fu comunque accusata di maltrattamenti sui prigionieri. Due ex prigionieri morirono inspiegabilmente: lei costrinse i prigionieri a lavorare alla ristrutturazione della villa che Hitler le aveva concesso a Oberhaching; fu l'unica donna ammessa a Dachau, aveva una propria squadra di lavoro composta da due o quattro prigionieri a cui fece costruire un garage, un capannone, un bagno e un bunker. Questa squadra fu sospesa nel 1942 o, secondo alcuni testimoni, solo nel 1944. Si guadagnò la reputazione di persona che "requisiva tutto ciò che non era inchiodato". Dal piccolo campo di München-Schwabing, i gruppi di prigionieri "secondo quanto riferito, venivano frustati e gli veniva ordinato di fare lavori manuali" a casa di Baur, tra cui "pulire casa, curare il giardino e persino costruire dei giocattoli per i bambini".

## Processo
Baur fu arrestata per la prima volta nel maggio 1945 accusata di crimini di guerra, fu rilasciata poco dopo per insufficienza di prove e nuovamente arrestata nel luglio 1945 dagli statunitensi. Nell'agosto del 1949, fu aperta un'inchiesta contro di lei per complicità in omicidio e accusata in base alla "Legge per la liberazione dal nazionalsocialismo e dal militarismo" nell'ambito del processo di denazificazione; comparve quindi davanti a un tribunale di denazificazione a Monaco nel settembre 1949.
Le testimonianze nei confronti di Baur durante il processo furono alquanto contraddittorie: mentre la maggior parte dei testimoni descrisse il suo carattere come imprevedibile, lunatico e isterico, alcuni, invece, la definirono "il nostro angelo nelle ore più disperate" e "una rara donna nobile e gentile". Sembra che sia intervenuta più volte quando i prigionieri venivano maltrattati. Nel 1943 le fu temporaneamente vietato l'accesso al campo perché avrebbe voluto far uscire di nascosto dal campo le lettere dei prigionieri. In occasione del Natale fece dei piccoli regali ai prigionieri politici, che la chiamarono addirittura "Pia-Packerl".
Il tribunale la classificò tra i criminali maggiori e la condannò a dieci anni di detenzione nel campo di lavoro di Rebdorf (la pena più severa prevista dalla legge di denazificazione) alla perdita dei diritti civili e alla confisca dei beni personali, ad eccezione di una somma residua di 1.000 marchi. Vinse il ricorso in appello, il tribunale ridusse la pena a otto anni nel 1951 ma era già stata rilasciata dal carcere nel 1950 per motivi di salute. Le indagini della procura di Monaco furono infine interrotte per mancanza di prove.
Nel 1955, fece richiesta di pensione e di un indennizzo (dai documenti non è chiaro se sia stato concesso). Riprese la sua villa a Oberhaching, dove morì all'età di 95 anni nel 1981. Fino alla sua morte non rinunciò mai al nazionalsocialismo e mantenne i contatti con altri esponenti nazionalsocialisti.